# Piirsalu
Piirsalu is een plaats in de Estlandse gemeente Lääne-Nigula, provincie Läänemaa. De plaats heeft de status van dorp (Estisch: küla).
Tot in oktober 2013 viel Piirsalu onder de gemeente Risti. In die maand werd Risti bij de fusiegemeente Lääne-Nigula gevoegd.

## Bevolking
Het dorp had 172 inwoners op 31 december 2011 en 155 inwoners op 31 december 2021.